# Indisch Monument (Den Haag)
Het Indisch Monument is een (graf)monument in Den Haag ter nagedachtenis aan alle Nederlandse burgers, militairen en Romoesja die in de Tweede Wereldoorlog het slachtoffer zijn geworden van de Japanse bezetting (1942-1945) van het voormalige Nederlands-Indië. Zij kwamen om in de strijd, in de kampen of tijdens dwangarbeid. Elk jaar op 15 augustus vindt hier de Nationale Indië-herdenking plaats. Op die dag worden de slachtoffers van bovengenoemde gebeurtenis herdacht.

## Onthulling
Het is op 15 augustus 1988 onthuld door koningin Beatrix, 43 jaar na de capitulatie van Japan. Het is ontworpen door Jaroslawa Dankowa en bevindt zich in de Scheveningse Bosjes, vanaf 2002 vergezeld door het Indië-monument. Het monument bestaat uit zeventien bronzen gestalten voor een hoog weef- of hekwerk opgesteld rond een baar. De gestalten vertegenwoordigen de vele gezichten van lijden: de pijn, de wanhoop en het protest. Op de baar in het midden ligt de dood, links en rechts geflankeerd door rouwende vrouwenfiguren. De figuren aan de uiterste zijden verwijzen naar de bevrijding. Zij zijn wakker geschud en met opgeheven hoofd en gebalde vuisten trekken ze strijdlustig de toekomst tegemoet.
Aan het ontwerp werd de kaart van voormalig Nederlands-Indië toegevoegd, liggend in het midden van het monument. Het hoge hekwerk symboliseert voor de een de saamhorigheid, voor de ander de omheining waarachter men gevangen zat. Links op het monument staat de tekst “8 december 1941-15 augustus 1945”. Die data verwijzen naar de oorlogsverklaring van Nederland aan Japan en van de capitulatie van Japan na het Amerikaanse bombardement op de Japanse steden Hiroshima en Nagasaki.
Formeel eindigde de Tweede Wereldoorlog voor het Koninkrijk der Nederlanden pas op 15 augustus 1945 en niet op 5 mei 1945. De tekst rechts op het monument “De Geest overwint” is vrijwel gelijk aan de tekst op de gedenktekens van de acht erevelden in Indonesië en zeven erevelden verspreid over Zuidoost-Azië waar Nederlandse oorlogsslachtoffers begraven liggen.
Tot de oprichting werd in 1986 besloten door Ivo Samkalden (burgemeester van de gemeente Amsterdam en oud-bestuursambtenaar in Nederlands-Indië) en Harry Verheij (wethouder van de gemeente Amsterdam, en oud-verzetsstrijder).
De Japanse premier Toshiki Kaifu legde op 19 juli 1991 tijdens een staatsbezoek een krans bij het monument. Later die dag werd de krans, vermoedelijk door een demonstrant, in het water gegooid. Over dit incident betuigde premier Lubbers zijn spijt bij Kaifu, wat tot extra woede leidde onder Indische Nederlanders en andere Nederlanders met een oorlogsachtergrond in het toenmalige Indië.
Ter gelegenheid van de zestigste verjaardag van de Japanse capitulatie is op 27 juli 2005 in Madurodam een miniatuur van dit monument onthuld door Marc Albers, dat jaar burgemeester van Madurodam. Eigenlijk is het nu een “monument in een monument”, want weinigen beseffen dat Madurodam is opgericht ter nagedachtenis van krijgsgevangene en joods oorlogsslachtoffer George Maduro, die als reserve 2e luitenant der Cavalerie in het Koninklijk Nederlands Leger diende en later in Dachau omkwam.
Aan de voorzijde van het monument liggen het hele jaar door boeketten en bloemen.
Aan de achterzijde van het monument is een strook ruimte voor het uitstrooien van as van overledenen.
Aarde van de zeven erevelden in Zuidoost-Azië is sinds 2005 in een urn ingemetseld in een zuiltje vóór het monument. In het najaar van 2008 is de urn met aarde van het ereveld Galala Tantui te Ambon bijgezet achter het zuiltje.
Op het zuiltje staan de volgende teksten:

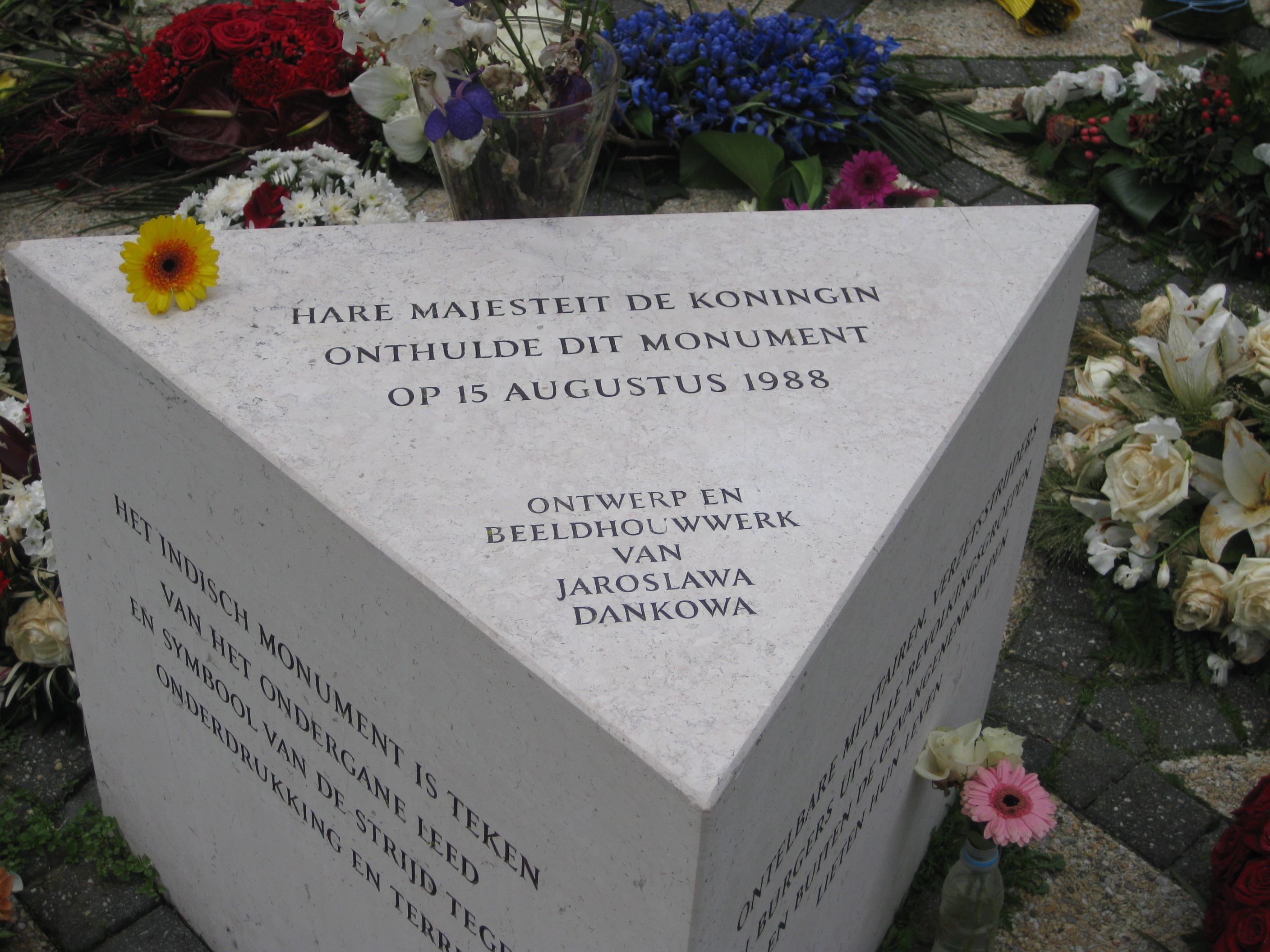
Bovenzijde
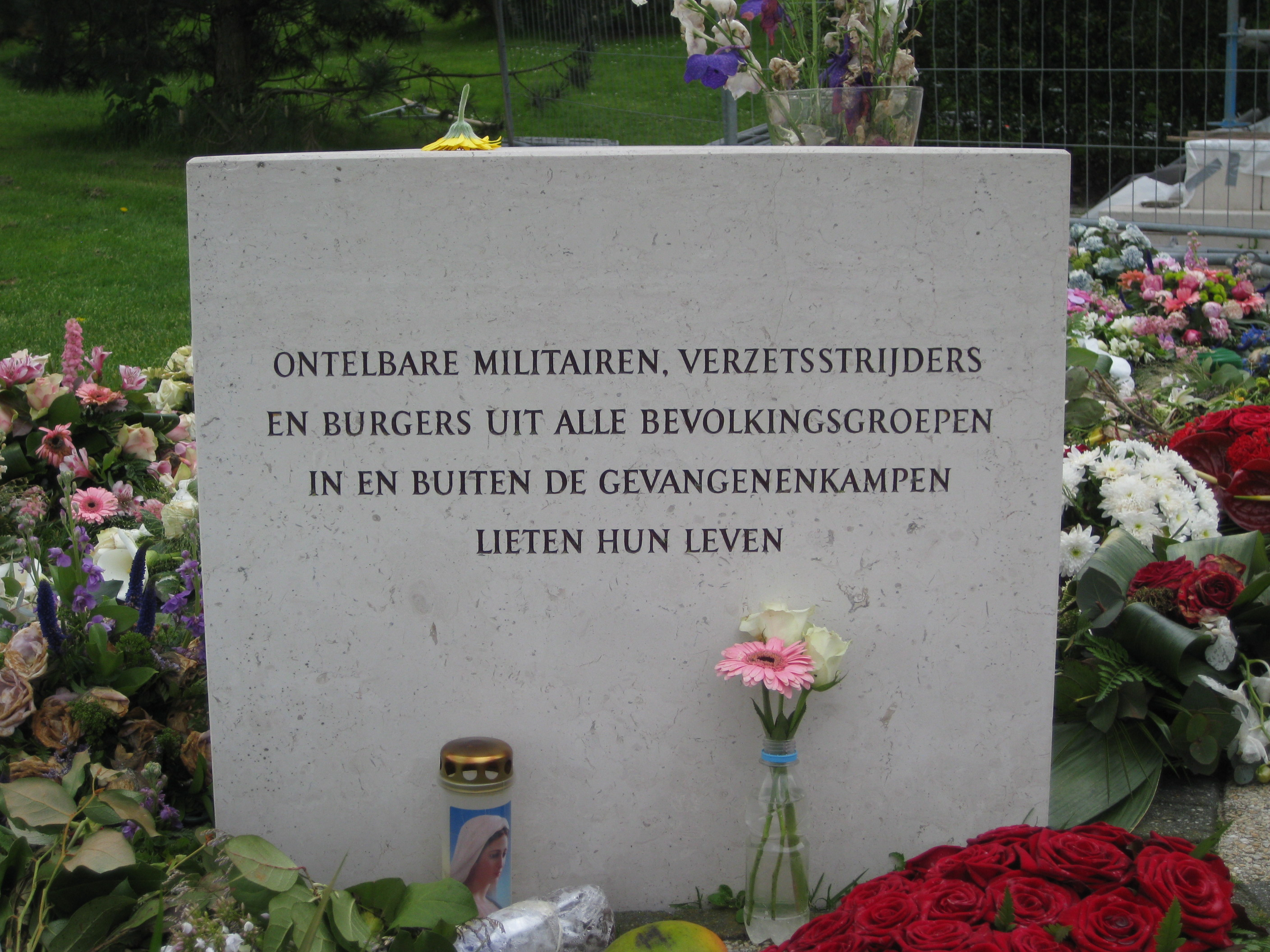
Rechterzijde
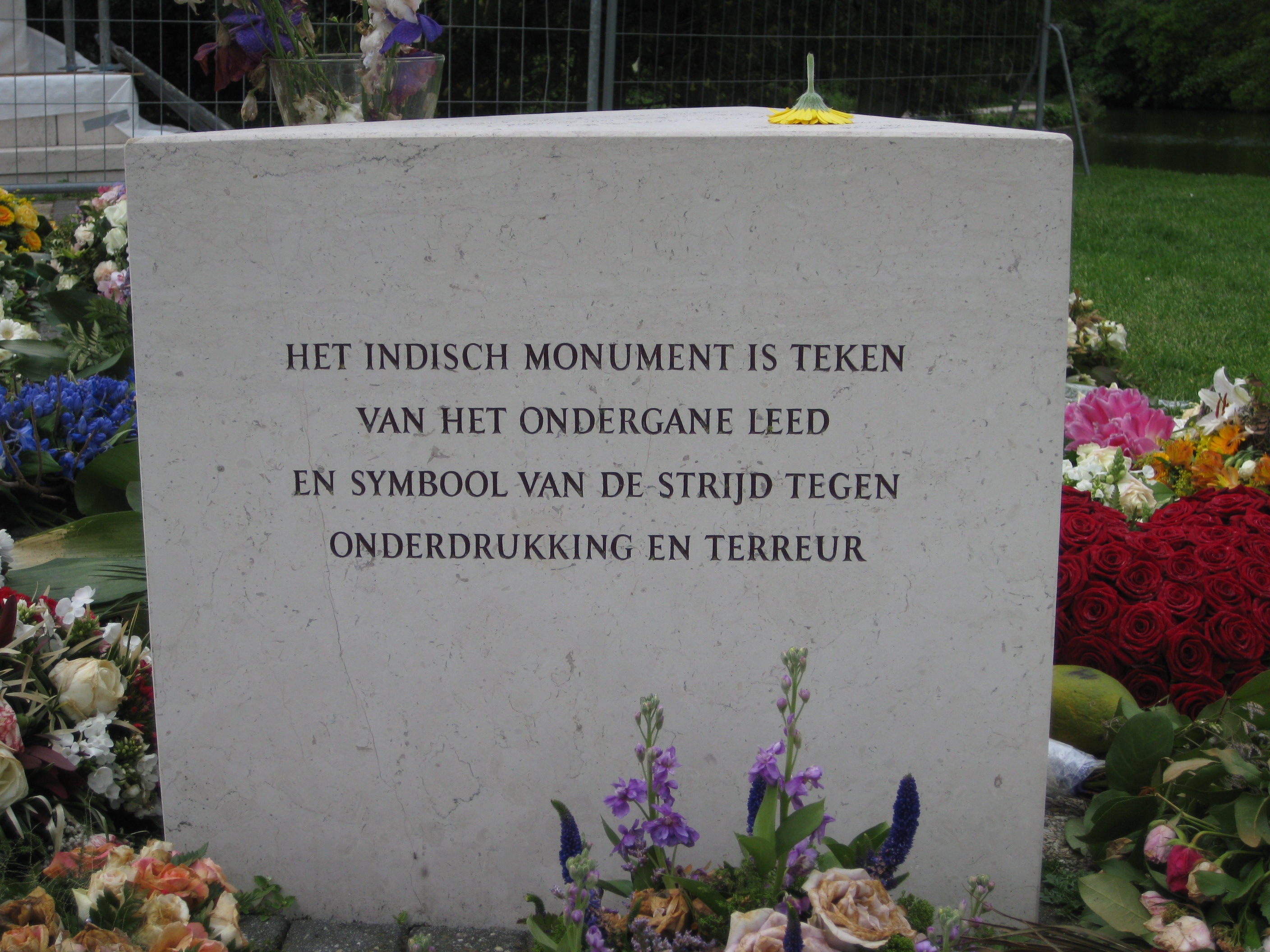
Linkerzijde
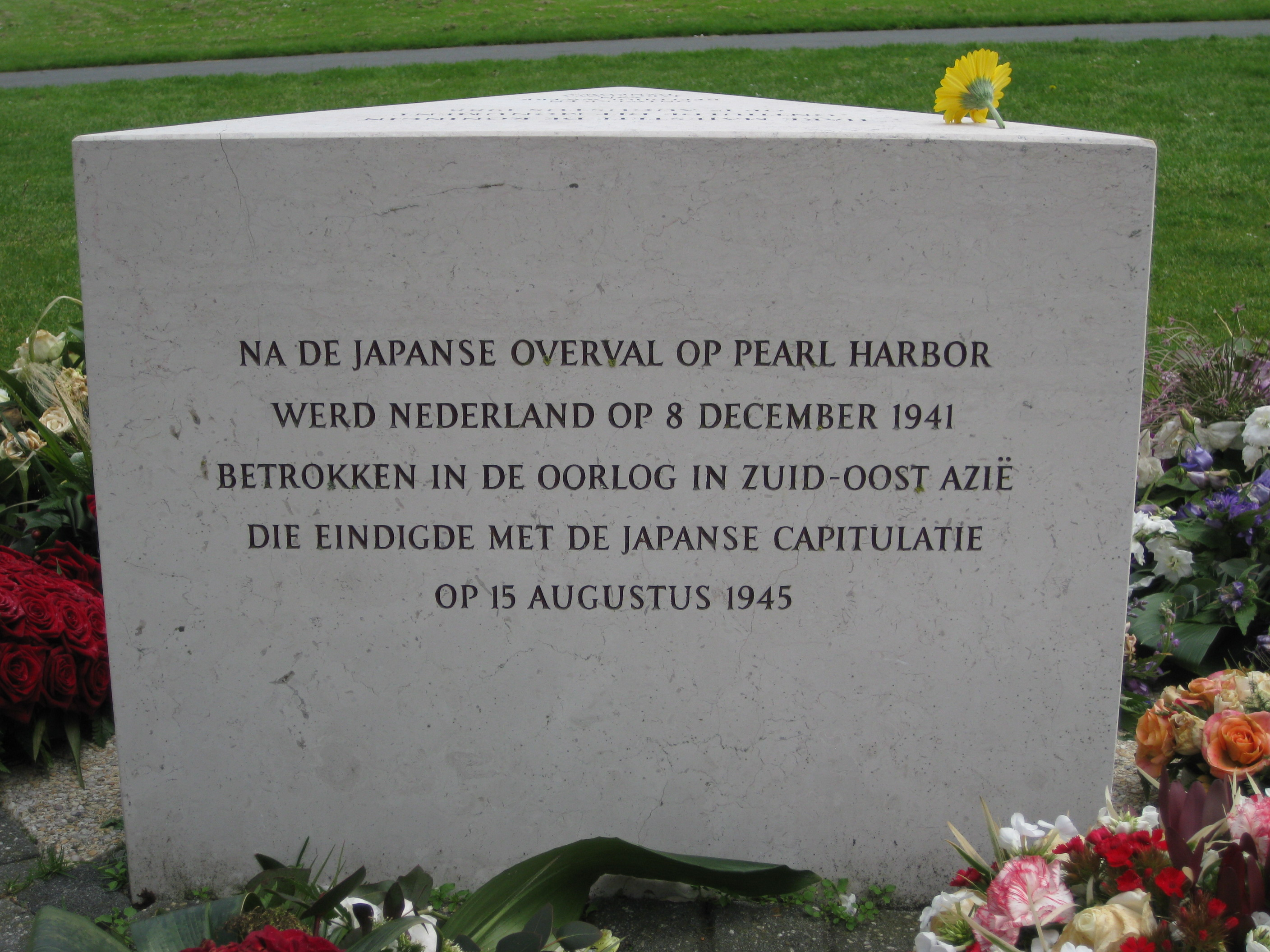
Achterzijde

## De klok

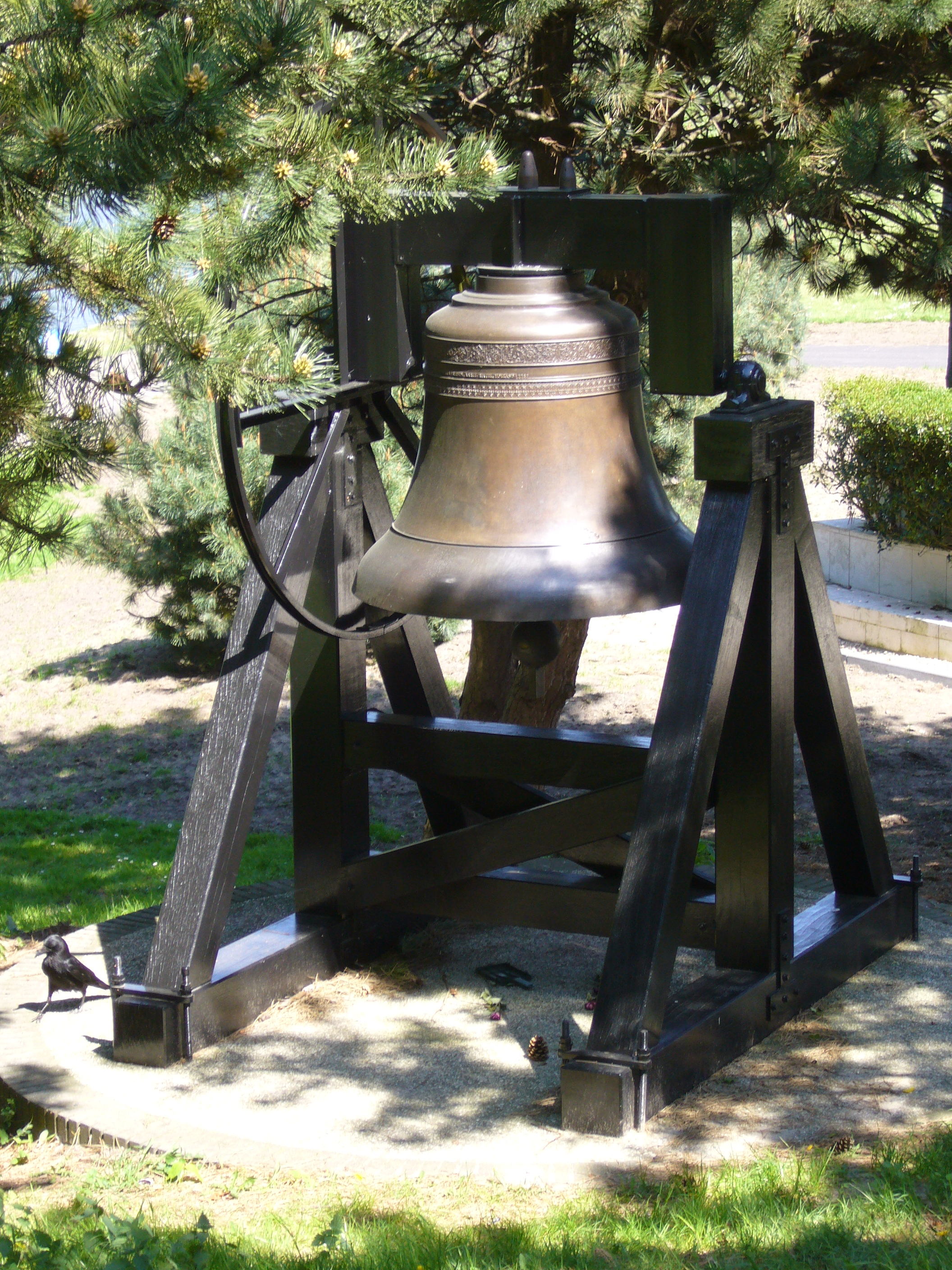
Luidklok

In 1993 werd het bestuur van de Stichting Herdenking 15 augustus 1945 benaderd door het Comité Nationaal Vrijheidscarillon om een van de vier klokken van een carillon te financieren dat zij wilden aanbieden als Nationaal Geschenk. De geldinzameling werd gestart en € 36 000 werd opgehaald. Toen bleek dat de gemeente Den Haag niet akkoord ging met de plannen, mede omdat het carillon geplaatst zou worden bij het gebouw van de Staten Generaal. De plannen werden gestaakt en het geld werd uitgegeven aan de klok, die nu bij het Indisch monument staat.
Op 11 juli 1995 is deze klok toegevoegd. Hij zal 30 minuten worden geluid tijdens de herdenking op 15 augustus en bij elke andere herdenking die bij het monument zal plaatsvinden. Dit is enigszins vergelijkbaar met het luiden van de Bourdonklok tijdens de Nationale Dodenherdenking op de Waalsdorpervlakte op 4 mei.
Omdat de klok een latere toevoeging is, wilde kunstenares Dankowa niet dat de klok naast het monument zou komen, omdat het zou lijken alsof de klok bij haar monument zou horen. Hij is er toen achter geplaatst.
De klok is gemaakt door de Royal Bell Foundry en Klokkengieterij Petit & Fritsen te Aarle-Rixtel, in Noord-Brabant.

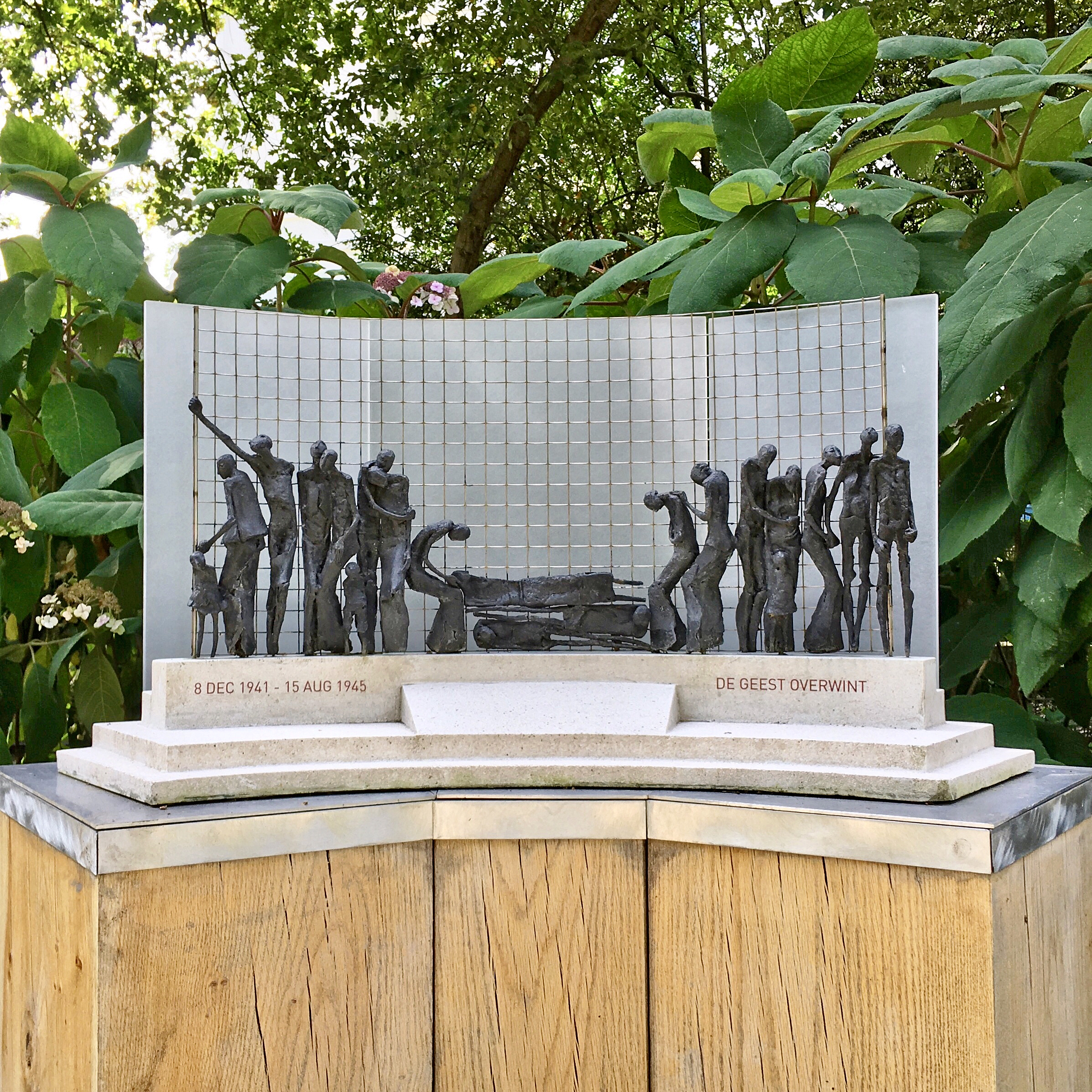
Op het terrein van Nationaal Museum Sophiahof staat een schaalmodel van het Indisch Monument

## Vernieling
Daags voor de Nationale Indiëherdenking 2020, in de nacht van 14 op 15 augustus 2020, werd - ondanks waarschuwingen voor een dreigende aanslag - het monument door (pro-)Indonesische activisten met beledigende en racistische leuzen beklad. De aanslag zorgde voor een schokgolf onder Indische Nederlanders en de roep om het Indisch Monument permanent te beveiligen. Ook in de lokale politiek. Een motie ingediend door Hart voor Den Haag kreeg echter slechts steun van de Haagse PVV.